# Szyfr poligramowy
Szyfr poligramowy – szyfr podstawieniowy, w którym wymianie na znaki szyfru nie podlegają pojedyncze znaki tekstu jawnego, ale ich grupy. Był popularny w korespondencji dyplomatycznej w XIX w. Najczęściej używano wariantu, w którym przetwarzano grupy złożone z dwóch znaków (nazywany był bigramem lub digramem). Rzadziej – z powodu skomplikowanej procedury szyfrowania – z trzech (trigram). Za pierwowzór szyfru poligramowego uważa się digraficzną tablicę umieszczoną  w 1563 roku w książce Giovanniego Battisty della Porta De Furtivis Literarum Notis. Jednak Porta jako zamienniki liter proponował znaki graficzne (coś w rodzaju pisma hieroglificznego). Pierwszym literowym szyfrem poligramowym był (również digraficzny) szyfr Playfair.
Podstawą do przetwarzania tekstu jawnego w szyfrze poligramowym jest kwadratowa tablica, której górna i boczna krawędź są opisane ciągiem znaków do zaszyfrowania, a wewnętrzne komórki zawierają zamienniki – grupy cyfr, liter lub mieszane – cyfr i liter. Zamiennik znajduje się na przecięciu wiersza i kolumny zawierających znaki będące składnikami szyfrowanej pary. Najprostszym wariantem jest tablica zawierająca 26×26 liter, według której teoretycznie dwuznakowych grup może być 676. W profesjonalnie wykorzystywanych bigramach stosowano jednak większe tablice, zawierające cyfry, spacje i znaki interpunkcyjne. Wystąpienie niektórych grup liter jest mało prawdopodobne (np. w języku polskim grupy z literami X lub Q) lub wręcz zupełnie nieprawdopodobne (np. zestawienia JL czy KG). Z drugiej strony dla innych, częściej pojawiających się w danym języku (np. polskie DO, PO czy NA), trzeba było wyznaczyć wiele zamienników żeby ukryć je przed kryptoanalitykami używającymi metody analizy częstości występowania znaków. Liczba zamienników rosła więc nawet do ponad 1000. Wymagało to (podobnie, jak w nomenklatorach) tworzenia oddzielnych list zamienników i odpowiadających im par liter. Również w celu utrudnienia odczytania szyfru przekształcano czasem tekst jawny przed zaszyfrowaniem. Na przykład w rosyjskich bigramach z początku XIX wieku tekst jawny wpisywano w szablon dzielący go wyraźnie na pojedyncze znaki i nie szyfrowano par liter następujących po sobie w tekście, ale pary z sąsiednich wierszy lub wg zasady „pierwsza i ostatnia litera w wierszu, potem 2 i przedostatnia itd do środka wiersza”. Używano też czasem kilku różnych tablic do zaszyfrowania fragmentów tego samego tekstu.
Szyfr poligramowy został pod koniec XIX wieku wyparty przez łatwiejsze w użyciu kody.